# Michal Izdinsky
Michal Izdinsky (né le 23 juillet 1992 à Bratislava) est un joueur français de water-polo évoluant au poste de milieu.
Il évolue en club à l'Olympic Nice Natation.
Il est aussi membre de l'équipe de France de water-polo masculin depuis 2009.